# ASKA
ASKA（アスカ、本名：宮﨑 重明（みやざき しげあき）、旧称：飛鳥 涼（あすか りょう）、1958年〈昭和33年〉2月24日 - ）は、日本の男性シンガーソングライター。
CHAGE and ASKAの元メンバーで、多くの楽曲のボーカル・作詞・作曲を担当していた。福岡県大野城市出身。第一経済大学卒業。所属個人事務所はBurnish Stone、所属レーベルはDADAレーベル。身長170センチメートル。公式ファンクラブは「Fellows」。
表記名は飛鳥（1978年 - 1988年）、ASUKA（1989年）、ASKA（1990年 - 現在）と変わっている。

## 概要
1979年にチャゲ&飛鳥（現：CHAGE and ASKA）として「ひとり咲き」でデビュー。CHAGE and ASKAとして活動する傍ら、数多くの楽曲提供を行い、中でも葛城ユキの「ボヘミアン」や光GENJIの「ガラスの十代」「パラダイス銀河」が大ヒット。また、1987年に「MY Mr.LONELY HEART」でソロデビューすると、1991年に「はじまりはいつも雨」がミリオンセラーとなる。CHAGE and ASKAとしても、同年発表の「SAY YES」と1993年発表の「YAH YAH YAH」が200万枚を超えるセールスを記録。1993年、モナコで開かれた「The World Music Awards」に日本代表として初出場し、翌年には3年連続受賞を果たす。さらに、この年、全英語詞の楽曲「Something There」がハリウッド映画「Street Fighter」のエンディングテーマに起用され、1996年には、アジアのミュージシャンとしては初めて「MTV Unplugged」へ出演。2013年末から約3年間、薬物事件により活動休止した後、2017年に自主レーベル「DADAレーベル」を設立して活動を再開。その後、2023年までにオリジナル・アルバムを4枚リリースし、毎年コンサートツアーも開催。2023年3月には、デイヴィッド・フォスターと共演するなど、精力的に活動を行なっている。

## 来歴

### 出生から高校時代まで
1958年2月24日、福岡県筑紫郡大野町（現在の大野城市）雑餉隈（ざっしょのくま）に生まれる。自衛官であり剣道の師範でもある父の下で幼少期から剣道に勤しみ、高校時代に三段を取得する。
大野城市立大野北小学校を卒業し大野城市立大野中学校へ進学するが、父親が転勤することになり、中学1年の8月から北海道千歳市に住む。千歳市立千歳中学校を卒業し、札幌第一高等学校へ進学。高校入学時点で身長が148cmと、少年期は非常に身長が低い子であり、本人もかなりコンプレックスに感じていたという。ところが高校時代になると急激に身長が伸びだしたという。高校2年生の時には剣道の北海道代表として全国高等学校総合体育大会（インターハイ）個人戦に出場した。
その直後、父親の転勤願いにより福岡へ帰郷し福岡第一高等学校に編入。同じ学校には柴田秀之 (Chage) も在学していた。福岡でも剣道部に入るが、部活の顧問との折り合いが悪くなって高校3年の春で退部してしまった。退部後は時間的余裕ができて音楽にのめり込んでいく。このことが音楽の道へ進むきっかけになったと自著で述べている。

### ポプコン出場
1976年、第一経済大学（現：日本経済大学）在学中に『第12回ヤマハポピュラーソングコンテスト（通称・ポプコン）福岡大会』に「葡蘭湖」（ブランコ）という7人組バンドで初めてエントリーする。翌年の『第13回ポプコン福岡大会』ではソロでエントリーするが（本名でエントリー）、いずれも落選となっている。『第14回ポプコン大会』には出場せず、1978年の『第15回ポプコン福岡大会』では友人の柴田秀之（＝チャゲ）を誘って別々にエントリーした。その結果、誘われたチャゲが「グランプリ」を受賞し『九州大会』出場権を獲得、飛鳥が「最優秀歌唱賞」となった。その時、当時のヤマハ九州支社のディレクターの秋吉恵介から「2人で組んでエントリーしてみないか」と誘われて『九州大会』に出場し（エントリー名は“チャゲ”）、「優秀曲賞」を貰う。同年秋に開催された『第16回ポプコン大会』で初めて“チャゲ&飛鳥”としてエントリーして念願の『つま恋本選会』への出場権を獲得（この時のチャゲ&飛鳥は7人編成のバンドだった）。本選会で「入賞」を果たす。1979年の『第17回ポプコン大会』も本選会まで出場しグランプリ獲得を目指したが、結果はまたも「入賞」となってしまった。結果は残念であったが、ヤマハに一目置かれていた彼らにはデビューの話が進行していく。しかしそれは、ボーカルを務めたチャゲと飛鳥の2人組でデビューするという方針であった。何度か断るも悩んだ末に残された5人の了承も得て承諾した。そして『第18回ポプコン九州大会』にゲスト出演という形で7人最後の演奏を行った。

### 1979年 - 1986年（メジャーデビュー後）
1979年8月25日、チャゲ&飛鳥（現：CHAGE and ASKA）としてワーナー・パイオニア（現：ワーナーミュージック・ジャパン）からシングル「ひとり咲き」でデビュー。
1983年、作詞を手掛けた楽曲「ボヘミアン」（作曲は井上大輔、1982年に大友裕子がオリジナルを歌唱）が葛城ユキのカバーによりヒットする。以後、ソングライターとして様々なシンガーに楽曲を提供していく。中でも、1987～88年に光GENJIに提供したシングル「STAR LIGHT」・「ガラスの十代」・「パラダイス銀河」は立て続けにヒットし、音楽家としての知名度が向上した。1984年には、詩集『オンリー・ロンリー 飛鳥涼詩集』（サンリオ出版）を発売。

### 1987年 - 2008年（ソロデビュー後）
1987年9月21日、キャニオン・レコード（現：ポニーキャニオン）からシングル（EP盤）「MY Mr.LONELY HEART」でソロデビューする。1988年、提供曲を中心とした初のソロ・アルバム『SCENE』が発売される。この頃、東京都世田谷区に知人と共同で録音スタジオ「BURNISH STONE」を設立。1989年12月、ロンドンに生活の拠点を移し翌年6月まで滞在して創作活動を行う。1990年には、書籍『けれど空は青 〜飛鳥涼論』（八曜社）が発売。
1991年、CMソングに起用されて好評となっていた「はじまりはいつも雨」をシングル発売。ロングヒットとなり、ソロ初のミリオンセラーを達成し、さらにアルバム『SCENE II 』もソロ初のミリオンセラーとなる。1993年、USED TO BE A CHILDに参加し、小田和正と共作した「僕らが生まれた あの日のように」が発売される。
1995年、レコードレーベルを東芝EMIに移籍。シングル「晴天を誉めるなら夕暮れを待て」、アルバム『NEVER END』はともにオリコンチャート最高位1位を獲得。また、ハリウッド映画『ジャッジ・ドレッド』に英語詞の楽曲「TIME」を提供した。1996年、書籍『インタビュー』（幻冬舎）を発売し、幼少時の記憶やデビュー時のエピソード、友人のこと、雑誌『Views』についての出来事などを書き下ろした。1997年、リチャード・マークスとデュエットした楽曲「Every Day Of Your Life」がシングル発売。この年は、アルバム『ONE』発表後に初のソロ・コンサートツアー『ASKA CONCERT TOUR ID』を開催。上海公演も行った。11月には『第6回上海インターナショナルラジオフェスティバル』に招待された。1998年、ソロ活動を継続してアルバム『kicks』を発売。コンサートツアー『ASKA concert tour kicks』も開催した。8月には台北で行われた『MTV Music Summit '98』に出演する。
2000年、ヤマハミュージックコミュニケーションズからシングル「good time」を発売。コンサートツアー『ASKA CONCERT TOUR GOOD TIME』を開催した。
2003年、ユニバーサルシグマからシングル「心に花の咲く方へ」を発売。
2005年、服部隆之や東京ニューシティ管弦楽団と共演した『ASKA Symphonic Concert 2005 featuring Takayuki Hattori』が東京国際フォーラムで開催。7年ぶりのオリジナル・アルバム『SCENE III』を発売し、12月から5年ぶりとなるソロ・コンサートツアー『ASKA Concert Tour 05>>06 My Game is ASKA』も開催した。2006年、つま恋（静岡県掛川市）で開催された『ap bank fes '06』に出演（その後、ap bank fesには『ap bank fes '08』、『ap bank fes '11 Fund for Japan』に出演している）。
2008年、現地の交響楽団と共演するシンフォニックコンサート『ASKA SYMPHONIC CONCERT TOUR 2008 "SCENE"』をシンガポール・バンコク・上海・大阪・福岡・東京・名古屋・札幌・香港・沖縄で開催する。10月にはシングル「UNI-VERSE」が発売。11月にはシンガポール公演を収録した音源『ASKA SYMPHONIC CONCERT TOUR 2008 "SCENE" at The Bay(Singapore)』を音楽配信した。

### 2009年 - 2012年（CHAGE and ASKA無期限活動休止後）
2009年1月30日、お互いのソロ活動を充実させるためCHAGE and ASKAを無期限活動休止にすることを発表。ソロ活動が継続される。2月25日、シングル「あなたが泣くことはない」をリリース。3月20日、コンサートツアー『ASKA CONCERT TOUR 2009 WALK』を7月4日まで開催。台北公演も行われた。3月29日、東京ミッドタウンのイベントとして開催された、完全招待制ライブ『Midtown Blossom ASKA Premium Live』に出演。11月25日、カバー・アルバム『STANDARD』リリース。12月15日、クリスマス・コンサート『ASKA THE MELODY YOU HEARD THAT NIGHT 昭和が見ていたクリスマス』を12月21日まで行い、ビッグバンドと共演する。
2010年2月10日、セルフカバー・アルバムとなる『12』リリース。同日、東京厚生年金会館で10DAYSコンサート『グッバイ&サンキュー東京厚生年金会館 -ここにあなたの足跡を-』を2月16日まで開催した。4月25日、日本武道館で行われた『吉田秀彦引退興行 〜ASTRA〜』にて国歌独唱を行う。5月29日、『FM OSAKA開局40周年記念プレミアム E∞Tracks Live @大阪城ホール feat. ビッグバンドナイト』に出演。8月7日、『情熱大陸SPECIAL LIVE SUMMER TIME BONANZA '10』に出演。10月2日、『平安神宮月夜の宴』に出演。10月30日、コンサートツアー『ASKA CONCERT TOUR 10>>11 FACEs』を翌年3月2日まで開催。上海・マカオ公演も行った。11月3日、セルフカバー・アルバム『君の知らない君の歌』を、Chageが発売するオリジナル・アルバム『&C』と同時発売。
2011年4月15日、東日本大震災で被災者への支援活動として、昭和の名曲をカバーして発表した売上の一部を募金する「いま歌うシリーズ」がiTunes Storeの配信限定で始まる（2013年にはカバー・アルバム『「僕にできること」いま歌うシリーズ』として発売された）。7月17日、『ap bank fes '11 Fund for Japan』に出演。8月27日、『情熱大陸SPECIAL LIVE SUMMER TIME BONANZA '11』札幌公演に出演。12月7日、カバー・アルバム『BOOKEND』リリース。
2012年1月21日・22日、ビッグバンドとの再共演となる『ASKA CONCERT 2012 昭和が見ていたクリスマス!? Prelude to The Bookend』を日本武道館で2日間開催。2日目には、全国の映画館で生鑑賞できるライブシネマも行った。10月16日、ASKA初のMOOK本『ぴあ&ASKA』（ぴあ）発売。10月17日、7年ぶりのオリジナル・アルバム『SCRAMBLE』が発売された。12月14日、コンサートツアー『ASKA CONCERT TOUR 12>>13 ROCKET』を翌年3月29日まで開催。12月17日、TBS系「EX-LOUNGE」に出演。

### 2013年 - 2016年（CHAGE and ASKA再始動宣言後）
2013年1月25日、2009年より無期限活動休止中であったCHAGE and ASKAの再始動を発表、3月28日には、CHAGE and ASKAスペシャル・ライブの開催を発表する。3月29日、追加公演のNHKホールで『ASKA CONCERT TOUR 12>>13 ROCKET』を終える。4月6日、TOKYO MXテレビ「サタデーLIVE」出演。5月11日には、NHKで放送している「SONGS」にテレビ出演。SONGSへの出演は2010年2月10日以来2回目で、「LOVE SONG」や「いろんな人が歌ってきたように」などを披露。17日深夜にも同じ内容が再放送された。6月11日、一過性脳虚血症の疑いから静養が必要と診断されたため、8月に開催予定であったCHAGE and ASKAスペシャル・ライブの開催延期が発表される。10月10日、2か月半前から始まった薬物疑惑報道とそれに伴うトラブルで、所属事務所（ロックダムアーティスツ）より活動自粛が発表され、12月12日には、スペシャル・ライブ中止が発表される。
2014年4月29日、活動自粛中に玉置浩二のコンサートをプライベートで鑑賞中、アンコールで玉置に呼ばれステージに上がり、「SAY YES」をワンコーラスだけデュエットするが、翌月17日、覚せい剤取締法違反（所持）容疑で逮捕される。この容疑は後に不起訴処分となるものの、その後の捜査で、尿検査と毛髪検査で覚醒剤陽性反応が出たこと、自宅から覚醒剤0.439グラムと合成麻薬MDMAが発見されたことから、5月27日に覚せい剤取締法と麻薬及び向精神薬取締法違反（使用）容疑 、6月17日に覚せい剤取締法と麻薬及び向精神薬取締法違反（所持）容疑で再逮捕となり、それぞれ、6月17日と27日に起訴される。これを受けて所属事務所よりエージェント契約解消が発表される。7月3日、保釈保証金700万円を納めて警視庁東京湾岸警察署から保釈される。8月28日、東京地方裁判所で初公判。9月12日、懲役3年執行猶予4年の有罪判決を受ける。
2016年1月9日、2014年の逮捕からの長い沈黙を破って、約12万字にも及ぶ長文ブログを公開する。自身の音楽人生、盗聴盗撮被害、薬物事件の経緯について綴られており、公開数日間で500万PV超の反響となる（翌年3月、加筆修正の上「700番 第一巻」として書籍化された）。7月18日、半年ぶりとなるブログを1か月限定で開設。最終日の8月17日の投稿で、二度と過ちを繰り返さないと謝罪するとともに、アルバム制作開始を宣言（ブログは、読者からの継続要望を受けて継続されることになった）。10月9日、当時病気療養中であった母（翌年1月11日逝去）に新曲「FUKUOKA」を聴かせるため、自身のバンドメンバーのライブに飛び入り出演、2年半ぶりにステージに立つ。11月27日、制作中のアルバムが完成間近であることを自身のブログで報告し、YouTubeでの先行公開をファンに約束するが、翌28日、再逮捕騒ぎが起こる。3週間の勾留後、12月19日に不起訴処分となる。5日後のクリスマス・イブに、公約通り、制作中のアルバムから「FUKUOKA」をYouTubeで先行公開すると大きな注目を集め、公開2日目で動画再生数70万回を超える反響となる。

### 2017年 -（ソロ活動再開後）
2017年1月、自主レーベル「DADAレーベル」の設立と、4年半ぶりのオリジナル・アルバム『Too many people』のリリースを発表。2月15日、出身地の福岡で活動自粛以来初のテレビ出演、2月22日、『Too many people』がリリースされる。3月4日発売の音楽月刊誌「音楽と人」には、楽曲制作を再開し、アルバム完成に至るまでの状況と思いが語られたインタビュー記事が掲載される。2月・3月には、前年1月の長文ブログ公開後を書き下ろした「700番 第二巻/第三巻」と、前年1月に公開したブログ「700番」を加筆修正した「700番 第一巻」（ともに扶桑社）も発売される。4月26日、『Too many people』収録曲から「と、いう話さ」のMVをYoutubeで公開。リリースしたアルバムを長く意識してもらうという意図で、その後も続々と4作品のMVを公開、8月16日には東京都内のスタジオにて「未来の勲章」の公開MV撮影を行う。約1万1000人の応募の中から抽選で選ばれた300人がエキストラとして参加し、その模様はYouTubeでも生配信された。自身のファンの前に姿を現すのは活動自粛以降初であったため取材陣も殺到し、翌日、MV収録の模様と共に独占インタビューがテレビ放送される。10月11日、『Too many people』のMV集『Too many people Music Video + いろいろ』リリース。
10月25日、2017年2枚目となるオリジナル・アルバム『Black&White』リリース。5日前に設立を発表したばかりの音楽配信サイト「Weare」でも配信を開始。この日の朝日新聞全国版朝刊には、本人コメント付きの全段広告が掲載され、公式Facebookと公式Instagram開設、公式サイト仮開設される。リリースに先行して、7月には、アルバム完成までの過程を楽しんでもらうという意図で、収録曲「オレンジの海」「塗りつぶして行け!」のサウンド調整前音源をYouTubeで一部公開、さらに8月2日、「Fellows」のカラオケ音源を使って「君が、作詞作曲してみな！」と題した企画を開催。カラオケ音源に歌詞、メロディ、タイトルを付けた作品の投稿を募った。才能があっても世の中に出るチャンスがない人に以前のポプコンのような場を提供したいとの考えから企画されたもので、プロやアマチュア、未経験者も挑戦し、9月13日に新曲「Fellows」が配信開始されるまでの約40日間で数百点もの作品が投稿され話題となる。10月30日、インターネットテレビAbemaTVのトークドキュメンタリー「逆指名インタビュー」に第一回目のゲストとして出演。12月9日・16日には、田家秀樹のラジオ番組「J-POP TALKIN'」に活動自粛以来初のラジオ出演をする。
2018年1月1日、約40年ぶりに剣道界に復帰。初稽古を行う。同月19日、ASKAオフィシャルサイト「Fellows」開設。2月19日、急性腹膜炎を発症し緊急手術を受ける。3月25日、毎月楽曲配信スタート。第1弾として「虹の花」を配信し、以降、毎月25日に新曲発表。8月25日の配信曲「星は何でも知っている」まで半年間続けられる。4月9日、ASKAファンクラブ「Fellows」開設。6月12日、既発アルバム『Too many people』『Black&White』のハイレゾ配信開始。同月25日からは、毎月配信楽曲についてもハイレゾ配信開始。7月25日、『Black&White』のMV集『Black&White Music Video』をリリース。8月12日、剣道四段を取得し、亀田興毅との約束を果たす。翌月23日には、第47回東久留米市民剣道大会の一般男子60歳以上の部に出場し、優勝。8月24日には、公式YouTubeチャンネル「ASKA Official Channel」を開設。再生回数200万回超の「FUKUOKA」など、それまでに別の公式チャンネルで公開されていたMVが、新設の公式チャンネルの方へ移行される。10月1日、薬物事件による執行猶予期間が9月27日に明け、10月より本格的に音楽活動を再開。10月17日、ファン投票によるベストアルバム『We are the Fellows』とASKA自身がセレクトしたベストアルバム『Made in ASKA』が発売。11月21日には、自身のソロ・アルバム初期2作品『SCENE』『SCENE II』のリミックスをリリース。11月5日、全国の主要オーケストラとの共演によるコンサートツアー『billboard classics ASKA PREMIUM SYMPHONIC CONCERT 2018 -THE PRIDE-』の初日公演を東京国際フォーラム ホールAにて開催、約5年7ヶ月ぶりとなるステージ復帰を果たす。12月23日の最終公演では、新曲「歌になりたい」をパリ木の十字架少年合唱団の共演（映像と歌声）で初披露し、全国9都市11公演のツアーを終える。11月9日、NHK「ニュースウオッチ9」内で、ASKAのインタビューを含めた密着ドキュメンタリーが放送される。12月11日、2016年11月にASKAの未発表曲を無断で公表した件で、井上公造と読売テレビ（日本テレビ系列）の番組『情報ライブ ミヤネ屋』に対して約3300万円の損害賠償を求めた訴訟で勝訴。井上と同局に対して約117万円の賠償命令が出る（翌年1月16日には、2016年11月にASKAがタクシーに乗車した際の車載カメラの映像が民放4社に無断提供され放映された件で、タクシー会社「三陽自動車交通」に対し約1100万円の損害賠償を求めた訴訟でも勝訴。タクシー会社側には約220万円の支払命令）。
2019年2月4日（旧暦の大晦日）、台湾の歌番組「超級巨星紅白藝能大賞」にスペシャルゲストとして出演。2月6日、復帰後初のバンドツアー『ASKA CONCERT TOUR 2019 Made in ASKA - 40年のありったけ - 』の初日公演で、プライベートで鑑賞に来ていた親友の玉置浩二をステージ上に呼び、即席トークショーを披露。4月23日には、約7年ぶりに日本武道館での公演を開催。同月30日、全17公演の国内ツアーを終えた後、6月に、約10年ぶりの海外公演を台湾と香港で開催。ツアー中の2月24日、自身の誕生日に合わせて、公式Twitterを開設。3月22日、35年ぶりの書きおろし散文詩集「ASKA 書きおろし詩集」を双葉社から発売。発売を記念して谷川俊太郎と対談。8月25日、デビュー40周年を迎えたこの日にCHAGE and ASKAの脱退を発表。10月20日、東京都北区剣道大会の一般男子60歳以上の部に出場し優勝、同月24日、第24回シニア健康スポーツフェスティバルTOKYO剣道大会の59～64歳の部に出場しベスト8の成績を収める。11月20日、12thシングル『歌になりたい/Breath of Bless ～すべてのアスリートたちへ』発売。12月10日より、自身初となるバンド×ストリングスのツアー『billboard classics ASKA premium ensemble concert -higher ground-』を開催。全14公演の開催が予定されていたが、大阪と熊本の2公演については、新型コロナウイルスの感染拡大の影響を受けて再三延期となり、1年以上経ても当面開催目途が立たないことから中止が決定する。各会場で募った熊本地震義援金と、初の試みとして実施された「公開リハーサル」の売上全額、総額2,800,142円が熊本に寄付された。
2020年3月20日、10枚目オリジナル・アルバム『Breath of Bless』発売。2週間前の3月6日から先行でハイレゾ配信されると、e-onkyo musicの「2019年もっとも聴かれたアルバム・ランキング」トップに輝いたアルバム3か月分のダウンロード数を10日で突破。また、発売を記念して、自身初の大型POP UP SHOP「Breath Of Bless ASKA MUSEUM」が東京と大阪で開催される。4月1日、新型コロナウイルス感染拡大による外出自粛を受けて、本人アカウントでTwitterを開始。同月9日からは、「楽しい時も寂しい時も、ずっと音楽はそばに居る」をキャッチフレーズに、ASKAソロの過去ライブ映像やMVをYoutubeで順次公開、21日には初の生ライブ配信（トークのみ）をInstagramとYouTubeで実施。9月11日、この日から3週連続で、新曲「幸せの黄色い風船」「自分じゃないか」「僕のwonderful world」が配信。翌月11日には、そのMV撮影を北海道の支笏湖からVRで生配信する。9月30日、テレビ東京「テレ東音楽祭2020秋」に初出演し、音楽番組への復帰を果たす。11月8日には、同じくテレビ東京で特別番組「ASKA75分スペシャル」も放送される。
2021年3月1日、新しい形でのプロモーションとして、U-NEXTにてライブ作品の配信開始。	2月7日、『Terminal Melody』放送開始。4月23日、ショートバージョンがU-NEXTで先行公開されていた『ASKA CONCERT TOUR 12>>13 ROCKET』が発売される。6月20日、長年ASKAバンドのバンドマスターを務める澤近泰輔のバースデーライブにシークレットゲストで出演。6月23日、自身初の配信ライブ『すべての事には理由がある』開催。ASKAソロのバンドメンバーに加え、CHAGE and ASKA時代のバンドメンバーも集結し、全12曲を熱唱。7月14日、約2年振りに13thシングル『笑って歩こうよ』発売。9月23日、「ASKA スペシャル 〜PRIDE 2021 譲れないものがある〜」放送。10月15日、14thシングル『PRIDE』発売。12月2日、二度目のオンラインライブ『ASKA グラミー賞ノミネート希望Acoustic Live』開催。
2022年1月7日より、『ASKA premium concert tour -higher ground- アンコール公演』全13公演開催。前回ツアーでは残り2公演が中止となったため、前回と同一編成での「アンコール公演」として開催されたが、ドラムは、前年11月に他界した菅沼孝三の跡を引き継いで、娘のSATOKOが務め、映像を介して親子共演するシーンが設けられた。また、コロナ禍で来場出来ない人たちの為に、1月30日の横浜公演が翌日配信、2月24日のバースデー公演がVR生配信と、ツアー中、2度の配信が行われる。ツアー最終日の東京公演では、会場に小児がんの患者と家族の方々への支援活動「ゴールドリボン」基金の募金箱を設置、集まった624,691円は認定NPO法人ゴールドリボン・ネットワークに寄付。当法人より感謝状が贈られる。4月21日には、ゴールドリボン基金チャリティーコンサートに出演し、その後もイベント出演を積極的に行う。6月5日は『葉加瀬太郎音楽祭 2022』に出演。8月26日は藤原いくろうの「Pacific Philharmonia Pops Tokyo」エグゼクティブプロデューサー就任記念のコンサートにゲスト出演。7月開催予定が、9月10・11日に延期となった『ASKA&九州スペシャルオーケストラ公演』に出演。同内容で、8月6・11日と10月29日に『GET THE CLASSICS ASKA Premium Symphonic Concert 2022』も開催される。9月18日は『横浜合同演奏会 2022』出演。10月9日は『長岡 米百俵フェス 〜花火と食と音楽と〜 2022』に出演。12月10日は『UHBライブ 2022 ～ユーの年忘れ音楽祭～』出演。12月には自身初のディナーショー開催。作品制作においては、11月25日、11枚目オリジナル・アルバム『Wonderful world』をリリース。メディア出演においては、9月11日、ラジオ番組『ASKA Terminal Melody～platinum～』でパーソナリティを務め、テレビ番組『FNSラフ＆ミュージック2022～歌と笑いの祭典～』出演。12月14日には『2022FNS歌謡祭 第2夜』に出演しトリを務める。
2023年1月7日、40年来の友人である長江健次 のライブにゲスト出演。同月15日、特別番組「ASKA SPECIAL〜音楽の盟友たち〜」がテレビ東京で放送される。同月18日には、ASKAの音楽から影響を受けたという澤野弘之との共作曲「地球という名の都」が収録された澤野のアルバム「V」がリリースとなり、28日、SawanoHiroyuki[nZk]:ASKAとして「MUSIC FAIR」(フジテレビ)に2人で出演しパフォーマンスする。2月23日、前年に引き続き『AUBADE SYMPHONIC WAVE 2023』に出演。3月16・17・19日、ASKAが多大な影響を受けたというデイヴィッド・フォスターと夢の共演を果たす。娘の宮﨑薫もゲスト出演で1曲披露し、親子初共演としても話題となる。4月1日より8月4日まで、『ASKA Premium Concert Tour -Wonderful World- 2023』全国17公演を開催。ツアー中、4月16日は以前から親交のある亀田興毅の依頼で、東京・代々木第二体育館で行われたボクシングイベント『3150FIGHT Vol5』のハーフタイムショーに出演し、亀田と2人でリング上で「YAH YAH YAH」を熱唱して場を盛り上げる。6月5日は「第45回 全日本高齢者武道大会」に出場し、65歳-69歳の部で優勝。6月20日は澤近泰輔のバースデーライブにゲスト出演し、八神純子と「Love is alive」をデュエットする。7月15日は『LuckyFes 2023』出演。ツアー後の9月2日は、『AUBADE ACOUSTIC WAVE』出演。10月3日、李宗盛の初来日公演に、李宗盛が中国詞をつけたカバー曲「讓我歡喜讓我憂」を歌い中国圏内で大ヒットした周華健と共にサプライズ出演し、原曲である、CHAGE and ASKAの「男と女」を歌唱。3人の歴史的な共演が実現する。12月13日、『2022FNS歌謡祭 第2夜』に出演し、2年連続のトリでは「地球という名の都」を歌う。同月19日より、自身2度目となるディナーショー開催。
2024年1月21日、特別番組「ASKA SPECIAL 運命の時空間～デイヴィッド・フォスター共演～」がテレビ東京で放送される。3月31日、剣道五段の昇段審査に合格。5月26日、『佐藤竹善 Presents Cross your fingers 24』に出演。6月2日、『澤野弘之 LIVE [nZk]008』、6月22・26日、『David Foster & Friends』に出演。8月23日、『Pacific Philharmonia Pops Tokyo Symphonic Evening 2024』に出演。9月21日より、コンサートツアー『ASKA CONCERT TOUR 2024≫2025 -Who is ASKA !?-』を翌年まで開催。10月12日、『京都音楽博覧会2024』に出演。11月12日、KANの一周忌ライブに出演。
2025年2月23日より、海外公演『ASKA ASIA CONCERT TOUR 2025 -Who is ASKA !?-』を開催。4月16日、名古屋ライブハウス型ホールの杮落とし公演に出演。4月28日、「tiny desk concerts JAPAN」の Season2初回に出演。6月2日、「第47回 全日本高齢者武道大会」に出場し、65歳-69歳の部で3位入賞。6月29日、特別番組「ASKA SPECIAL ～僕たちは自由でいなきゃ～」がテレビ東京で放送。7月9日、「テレ東音楽祭 2025夏」に出演予定。10月12日、『京都音楽博覧会2025』に出演予定。

## 人物

### 家族
- 元妻は元アナウンサーの八島洋子[102][103]。一男一女をもうけ、娘の宮﨑薫もASKAと同じくシンガーソングライターとして活動している。

### エピソード
- ボクシング元3階級世界王者の亀田興毅とは、2017年10月に番組収録で知り合って親しくなり、「興毅が復帰するなら、俺は剣道四段を取る」と提案して、亀田のボクシング現役復帰を後押しした[104]。2018年5月に現役復帰を果たした亀田は、「ボクシングで例えるならASKAさんは人間としてヘビー級。ハートがめちゃめちゃある」と語っている[104]。

### 名前の由来
- 大学時代に片想いしていた女性が付き合っていた福岡のラジオDJの名前「飛鳥」から来ている[注 16]。バンドでステージネームを考えていた時に、メンバーから片思いしていた女性を持っていってしまった相手の名前をつけて本家より有名になってやれと提案され、半ば冗談として飛鳥と名乗っていたのが定着した[注 17]。CHAGE&ASKAとしてのデビュー後、フジテレビ系『夜のヒットスタジオ』出演時に会社員となった「飛鳥」がサプライズゲストとして登場したこともある。
- 涼の名を足したのは友人女性の提案。「最初は“飛鳥良”だったが“涼”のほうが字面がいいので変えた」と過去のファンクラブ会報でコメントしている。
- 英語表記はRYO ASUKAだったが、1989年の渡英時に現地のアーティストに「イギリス人はアシュカと読んでしまう」と指摘され、1990年にUを抜いたRYO ASKAに表記を変更した[注 18]。また、ユニット名もそれに従いCHAGE&ASUKAからCHAGE&ASKAとなった。その後も作詞・作曲者名クレジットは“飛鳥涼”のままであったが、2001年より全クレジットを“ASKA”に統一した。

## 活動

### 音楽活動

#### 作詞
- 日本近代文学研究の第一人者で国文学者の石原千秋は、ASKAの歌詞について「ASKAさんの歌詞には謎が仕掛けられていて、多様な解釈できるのがおもしろい」、「一般的なポップスとは一線を画す深みがある」といった分析を行っている[注 19]。

#### 作曲
- デビュー当時はギターで作曲していたが、ギターでの作曲に限界を感じるようになり、1984年ごろからは殆どの楽曲をピアノ・キーボードで作曲するようになった。初めてキーボードを使って作曲した楽曲が、「MOON LIGHT BLUES」である[105]。その後、自由度が増したことで、コード進行や転調のバリエーションが多くなっていき、曲中で使用されるコード数が50を超える楽曲も作られている。
- ASKAが言うには覚醒剤を使用していた時期は一つのことに集中できず、すぐに他のことを考えてしまっていたといい、後年に「薬に出会ってしまってから4年間っていうのは楽曲が全然生まれていません」と語るほど楽曲制作にも影響を与えていたという[106]。この経験から「若いミュージシャンには、僕が声を大にして言わないといけないことです。薬なんて使ったら曲は絶対できないですよ」と若いミュージシャンに対して警告する発言をインタビューで行っている[106]。

#### ボーカル
- 非常に粘着質で下から突き上げるような声質・歌唱法をしており、独特なものとなっている。2004年8月30日に放送されたフジテレビ系『HEY!HEY!HEY! MUSIC CHAMP』にCHAGE and ASKAとして出演した際のトークの中で、この点についてファンの人から「ねっとりしている」と表現されており、CHAGEはその度合いを「（100のうち）75ネットリ」と回答している。一方ASKAは歌唱法について、日本語をなるべく柔らかくメロディに当てはめるために編み出した作戦と手法であると述べている。
- 小室哲哉をして、ASKAの声質はとんでもない倍音であり国宝物であると言わしめた[注 20]。
- 声の研究家である山崎広子は、ASKAの歌声について、ポルタメントが「他の人が真似できない、彼ならではの声の表現につながって」いると言い、「非常に細かなニュアンスを絶妙なバランスで出せている」、「ポルタメントを使う際に生じる微妙な揺らぎが、歌詞に込められた感情とうまくリンクして、聴き手の情感を揺さぶるものになっている」として絶賛。また、地声が年相応であるにも関わらず、高音域では伸びがあり倍音もきれいに入った「澄んで若々しい声」であることや、「口腔の形を捏ね上げる」ような発声方法から、「いい声を出したいと思って試行錨誤を重ねていく中でうまく響く声をみつけて、その音を中心に出していくうちに、声帯の筋肉を鍛えて」いったのだろうと分析している[注 21]。

### 音楽関連活動

#### BURNISH STONE
- 1988年、東京都世田谷区に、友人と共同でプライベート・スタジオ｢BURNISH STONE｣を設立[11]。
- CHAGE and ASKA、ASKAのみならず、国内の数多くのアーティストに利用されるスタジオとなる[107]。
- 2018年8月以前には既に経営を手放していたようだが[107]、2021年4月30日、スタジオ営業終了。

#### DADAレーベル
- 2017年1月、自主レーベル「DADAレーベル」を設立[2]。

#### Weare
- 2017年10月、アーティストによるアーティストのための配信サイト「Weare(ウィアー)」を設立[40]。
- 設立の経緯についてASKAは、「ミュージシャンに対価がちゃんと還元される仕組みを作らなきゃいけないと思ったんです。そのためには、レコード会社や事務所といった垣根をすべて取っ払って、ミュージシャンが集まる場所があるといいなと。そしてなによりも、これからの新人ミュージシャンにとって、チャンスに繋がる場所になればいいなと。ずっと前から温めていたそんな構想がWeareにつながったんです」と語っている[108]。ユーザーに対しては高品質な音源を安価で提供する一方、その作り手であるアーティスト・ミュージシャンに対しては高いパーセンテージで還元を行うという[109]。
- 2017年10月25日、第1弾として、自身のアルバム『Too many people』『Black&White』の配信を開始[110]。6月12日には、e-onkyo musicとのコラボレートを発表し、1曲280円でハイレゾ音源の配信を開始[51]。2019年には通常音源と同じ1曲250円に価格変更する[111]。

## 事件

### 薬物事件

#### 活動自粛までの経緯
2013年7月24日、東京スポーツが匿名で“超大物シンガーが深刻な薬物中毒に陥っている”という記事を掲載。7月31日には、週刊文春が2013年8月8日号で“ASKAが覚せい剤吸引ビデオで脅迫されていた”という見出しの記事を掲載した。8月1日、所属事務所（ロックダムアーティスツ）は記事の内容を否定し厳重に抗議する文面を公式サイトで発表したが、その後も週刊誌やワイドショーなどで一連の報道が続き、9月27日、ファンクラブ会報誌発送に合わせて、公式ウェブサイトで改めて事務所の見解を述べたのに加え、ASKA本人のコメントが騒動後初めて掲載された。10月8日、週刊文春は10月17日号でASKAへのインタビュー記事を掲載。内容はASKAが覚醒剤使用は否定しているものの、医療機関で処方されたという薬物（安息香酸ナトリウムカフェイン）の使用、音楽関係者を名乗る暴力団員からも同じ薬物を入手するなどの交際や金銭的なトラブルがあったことを認めるものとなっていた。10月10日、所属事務所が事実関係についてASKAへ確認したところ、事務所に“無断”で週刊文春の記者と接触していたことが発覚。これを受けて所属事務所は、これまでに世間を騒がせてしまったことと社会的責任の重さを考慮して、ASKAの活動自粛を発表した。これに対し週刊文春は、所属事務所の発表に対して「取材は“無断”ではなく、事前にASKAに取材依頼の手紙と質問状を渡している」、「記事の扱いもASKAさんに『任せます』と伝えられている」と反論。10月16日、映画『101回目のプロポーズ 〜SAY YES〜』日本版主題歌に決定していたCHAGE and ASKAの「SAY YES」が、ASKAの活動自粛に伴って公開直前に差し替えられた。12月12日、ファンクラブ会報誌で開催延期としていたCHAGE and ASKAのスペシャルライブを中止にすることを発表。

#### 逮捕・起訴に伴う影響
2014年5月18日、ASKA逮捕を受けて、Chageが広島でのファンクラブ・イベント公演後に報道陣の前に姿を現して謝罪した。5月19日、所属レコード会社・契約レコード会社が、ASKA・CHAGE and ASKAの音楽・映像作品や関連商品の出荷停止・回収と、デジタル配信停止を発表した。一方、ドラマでCHAGE and ASKAの楽曲を使用しているフジテレビは、フジテレビオンデマンドで配信しているドラマの配信継続を決めた。5月20日、6月18日発売予定であった宮崎駿監督作品を集めたBD・DVD『宮崎駿監督作品集』に収録予定であったCHAGE&ASKA「On Your Mark」の収録中止と、それに伴う作業のため発売日を延期することを発表した。また、既発売のDVD『ジブリがいっぱいSPECIALショートショート』の出荷が同日付で停止された。5月25日、所属事務所（ロックダムアーティスツ）が家宅捜索される。5月30日、福岡市は1989年に市制100周年イメージソングとして制作され、その後は市役所の電話保留音などで使用してきた「心のボール」の使用を中止することを発表した。6月27日、ロックダムアーティスツは公式ファンクラブ「TUG OF C&A」について、現状のまま運営を継続することは困難という判断から2014年8月末をもって運営を休止することを発表した。7月6日、1993年から支援を続けていたセーブ・ザ・チルドレンの活動が、セーブ・ザ・チルドレン・ジャパンからの申し入れにより終了となった。

#### 過去作品の封印解除
2017年7月1日・4日、CHAGE and ASKAのアルバム『CHAGE&ASKA VERY BEST ROLL OVER 20TH』の音楽配信とCD販売が再開された。7月1日からMySoundでの配信再開、7月4日からCD販売再開、そして9月1日からMySound以外の配信ストアでも配信が再開された。11月1日、CHAGE and ASKA作品のうち、2000年以前に発売されたシングル、アルバムおよび『THE STORY of BALLAD II』収録楽曲の約300曲の音楽配信が再開された。12月2日、CHAGE and ASKA作品のうち、CDアルバム『SUPER BEST II』『THE STORY of BALLAD』『THE STORY of BALLAD II』の販売が再開された。
2018年3月1日、CHAGE and ASKA作品のうち、DVD 『千年夜一夜ライブ〜福岡ドーム僕らがホーム〜』『ASIAN TOUR IN TAIPEI』『MTV UNPLUGGED LIVE』『CHAGE and ASKA LIVE DVD BOX 1』『CHAGE and ASKA LIVE DVD BOX 2』『CHAGE and ASKA LIVE DVD BOX 3』の販売が再開された。4月28日、CHAGE and ASKA作品のうち、2000年以前に発売されたCDアルバム24作品の販売が順次再開。10月25日、ASKA作品のうち、2000年以前に発売されたCDアルバム6作品と、2001年発売のDVD1作品の販売再開。11月5日、CHAGE and ASKA、ASKA作品のうち、2001年から2010年に発売されたユニバーサルミュージック発売元のCDアルバム10作品、及びDVD8作品の販売再開。翌年5月22日より配信も開始される。11月28日、2011年以降に発売されたCDアルバム『SCRAMBLE』の販売再開、12月5日には『BOOKEND』の販売再開。翌年5月22日より順次、配信も開始される。なお、2011年以降に発売されたこの他の作品については一般販売は再開されず、11月12日にオープンした「CHAGE and ASKA Official Web Shop」で取り扱われることとなった。
2019年7月17日、CHAGE&ASKA「On Your Mark」が収録された『ジブリがいっぱいSPECIALショートショート 1992-2016』(Blu-ray/DVD)が発売。

## 受賞歴

### 日本レコード大賞
| 年   | 回     | カテゴリー     | 作品                        |
| ---- | ------ | -------------- | --------------------------- |
| 1991 | 第33回 | 最優秀歌唱賞   | はじまりはいつも雨          |
| 1991 | 第33回 | 優秀アルバム賞 | SCENE II                    |
| 1991 | 第33回 | 作曲賞         | SAY YES、はじまりはいつも雨 |

### 日本ゴールドディスク大賞
| 年   | 回    | カテゴリー                                      | 作品                     |
| ---- | ----- | ----------------------------------------------- | ------------------------ |
| 1988 | 第2回 | The Grand Prix Single of the Year 作詞賞/作曲賞 | ガラスの十代             |
| 1988 | 第2回 | The Best Single of the Year 作詞賞/作曲賞       | ガラスの十代、STAR LIGHT |
| 1989 | 第3回 | The Grand Prix Single of the Year 作詞賞/作曲賞 | パラダイス銀河           |
| 1989 | 第3回 | The Best Single of the Year 作詞賞/作曲賞       | パラダイス銀河           |
| 1992 | 第6回 | ベスト5シングル賞                               | はじまりはいつも雨       |

## 作品
- 順位はオリコンによる最高順位である。また、太字の順位はオリコンによる売上枚数が100万枚以上を記録している作品である[140][141]。

### シングル
- 1st〜11thシングルは現在廃盤となっている[142][143][144][145][146]。

|      | 発売日         | タイトル                                                 | 順位 | 収録アルバム    | 備考              |
| ---- | -------------- | -------------------------------------------------------- | ---- | --------------- | ----------------- |
| 1st  | 1987年9月21日  | MY Mr.LONELY HEART                                       | 16位 | SCENE           |                   |
| 2nd  | 1988年7月21日  | MIDNIGHT 2 CALL                                          | 22位 | SCENE           |                   |
| 3rd  | 1991年3月6日   | はじまりはいつも雨                                       | 2位  | SCENE II        |                   |
| 4th  | 1995年1月1日   | 晴天を誉めるなら夕暮れを待て                             | 1位  | NEVER END       |                   |
| 5th  | 1997年2月5日   | ID                                                       | 4位  | ONE             |                   |
| 6th  | 1997年4月28日  | ONE                                                      | 14位 | ONE             |                   |
| 7th  | 1998年3月11日  | Girl                                                     | 6位  | kicks           |                   |
| 8th  | 2000年7月12日  | good time                                                | 15位 | SCENE III       |                   |
| 9th  | 2003年12月17日 | 心に花の咲く方へ                                         | 4位  | SCENE III       |                   |
| 10th | 2008年10月1日  | UNI-VERSE                                                | 10位 | SCRAMBLE        |                   |
| 11th | 2009年2月25日  | あなたが泣くことはない                                   | 11位 | SCRAMBLE        |                   |
| 12th | 2019年11月20日 | 歌になりたい/ Breath of Bless ～すべてのアスリートたちへ | 25位 | Breath of Bless | 11月6日、先行配信 |
| 13th | 2021年7月14日  | 笑って歩こうよ                                           | 24位 | Wonderful world |                   |
| 14th | 2021年10月15日 | PRIDE                                                    | 14位 | Wonderful world |                   |

### 配信限定シングル

#### 「いま歌う」シリーズ
※2011年3月11日に発生した東日本大震災を受けて「いま歌う」をテーマに昭和の名曲をカバー。ディスクジャケットの題字はASKA本人によるものであった。
| 発売日        | タイトル           | 備考                   | 収録アルバム                       |
| ------------- | ------------------ | ---------------------- | ---------------------------------- |
| 2011年4月15日 | 廃墟の鳩           | ザ・タイガースのカバー | 「僕にできること」いま歌うシリーズ |
| 2011年4月22日 | 上を向いて歩こう   | 坂本九のカバー         | 「僕にできること」いま歌うシリーズ |
| 2011年7月30日 | 巴里にひとり       | 沢田研二のカバー       | 「僕にできること」いま歌うシリーズ |
| 2011年10月8日 | 旅人よ             | 加山雄三のカバー       | 「僕にできること」いま歌うシリーズ |
| 2012年3月16日 | 木綿のハンカチーフ | 太田裕美のカバー       | 「僕にできること」いま歌うシリーズ |

#### オリジナル配信シングル
| 発売日        | タイトル               | 収録アルバム                |
| ------------- | ---------------------- | --------------------------- |
| 2012年1月21日 | 歌の中には不自由がない | SCRAMBLE                    |
| 2017年9月13日 | 塗りつぶして行け!      | Black&White                 |
| 2017年9月13日 | Fellows                | Black&White                 |
| 2017年9月13日 | Fellows (Instrumental) | アルバム未収録              |
| 2018年1月1日  | 一度きりの笑顔         | Black&White（隠しトラック） |
| 2018年2月12日 | 黄昏を待たずに         | Black&White（特典CD）       |
| 2018年3月25日 | 虹の花                 | Breath of Bless             |
| 2018年4月25日 | 未来の人よ             | Breath of Bless             |
| 2018年5月25日 | 修羅を行く             | Breath of Bless             |
| 2018年6月25日 | イイ天気               | Breath of Bless             |
| 2018年7月25日 | 憲兵も王様も居ない城   | Breath of Bless             |
| 2018年8月25日 | 星は何でも知っている   | Breath of Bless             |
| 2020年9月11日 | 幸せの黄色い風船       | Wonderful world             |
| 2020年9月18日 | 自分じゃないか         | Wonderful world             |
| 2020年9月25日 | 僕のwonderful world    | Wonderful world             |

### オリジナル・アルバム
- 現在、6thアルバムのみが廃盤となっている[148]。

|      | 発売日         | タイトル        | 順位 | 備考                 |
| ---- | -------------- | --------------- | ---- | -------------------- |
| 1st  | 1988年8月21日  | SCENE           | 3位  |                      |
| 2nd  | 1991年6月5日   | SCENE II        | 1位  |                      |
| 3rd  | 1995年2月27日  | NEVER END       | 1位  |                      |
| 4th  | 1997年3月12日  | ONE             | 4位  |                      |
| 5th  | 1998年3月25日  | kicks           | 4位  |                      |
| 6th  | 2005年11月23日 | SCENE III       | 6位  |                      |
| 7th  | 2012年10月17日 | SCRAMBLE        | 4位  |                      |
| 8th  | 2017年2月22日  | Too many people | 7位  | 5月5日、配信開始     |
| 9th  | 2017年10月25日 | Black&White     | 6位  | 9月13日、2曲先行配信 |
| 10th | 2020年3月20日  | Breath of Bless | 14位 | 3月6日、先行配信     |
| 11th | 2022年11月25日 | Wonderful world | 7位  |                      |

### ベスト・アルバム
| 発売日                         | タイトル                          | 順位            |
| ------------------------------ | --------------------------------- | --------------- |
| 1999年3月31日                  | ASKA the BEST Selection 1988-1998 | 8位             |
| 2018年3月12日 （期間限定発売） | We are the Fellows                | チャート 対象外 |
| 2018年10月17日 （一般販売）    | We are the Fellows                | 28位            |
| 2018年10月17日                 | Made in ASKA                      | 7位             |

### 企画アルバム
| 発売日         | タイトル                                                | 順位            |
| -------------- | ------------------------------------------------------- | --------------- |
| 1997年1月25日  | 飛鳥〜飛鳥涼作品集                                      | チャート 対象外 |
| 2005年11月23日 | SCENE I & II limited edition                            | 34位            |
| 2006年1月18日  | SCENE of SCENE 〜selected 6 songs from SCENE I,II,III〜 | 23位            |
| 2018年11月21日 | SCENE - Remix ver. -                                    | 42位            |
| 2018年11月21日 | SCENE II - Remix ver. -                                 | 47位            |

### カバー・アルバム

#### オリジナルカバー・アルバム
|     | 発売日                                    | タイトル                           | 順位 |
| --- | ----------------------------------------- | ---------------------------------- | ---- |
| 1st | 2009年11月25日                            | STANDARD                           | 13位 |
| 2nd | 2011年12月7日                             | BOOKEND                            | 13位 |
| 3rd | 2012年12月22日 （コンサート会場限定販売） | 「僕にできること」いま歌うシリーズ | 33位 |
| 3rd | 2013年3月27日 （一般発売）                | 「僕にできること」いま歌うシリーズ | 33位 |

#### セルフカバー・アルバム
|     | 発売日        | タイトル           | 順位 |
| --- | ------------- | ------------------ | ---- |
| 1st | 2010年2月10日 | 12                 | 5位  |
| 2nd | 2010年11月3日 | 君の知らない君の歌 | 8位  |

### ライブ・アルバム
| 発売日         | タイトル                                                             | 規格     | 規格品番  | 順位 |
| -------------- | -------------------------------------------------------------------- | -------- | --------- | ---- |
| 2008年11月1日  | ASKA SYMPHONIC CONCERT TOUR 2008 "SCENE" at The Bay (Singapore)      | 配信限定 | -         | -    |
| 2011年6月1日   | ASKA CONCERT TOUR 10>>11 FACES                                       | 配信限定 | -         | -    |
| 2012年10月17日 | ASKA CONCERT 2012 昭和が見ていたクリスマス!? Prelude to The Bookend  | 配信限定 | -         | -    |
| 2013年3月21日  | ASKA CONCERT TOUR 12>>13 ROCKET                                      | 配信限定 | -         | -    |
| 2019年7月17日  | ASKA CONCERT TOUR 2019 Made in ASKA -40年のありったけ- in 日本武道館 | CD       | DDLB-0011 | 19位 |

### 映像作品
| 種別       | 発売日         | タイトル                                                                        | 収録日             | 規格               | 規格品番     |
| ---------- | -------------- | ------------------------------------------------------------------------------- | ------------------ | ------------------ | ------------ |
| ライブ作品 | 1998年9月30日  | ASKA concert tour kicks                                                         |                    | VHS                | TOVF-1287    |
| ライブ作品 | 2001年1月1日   | 共謀者 ID                                                                       |                    | DVD                | YCBR-00004   |
| ライブ作品 | 2004年1月28日  | ASKA CONCERT TOUR GOOD TIME                                                     |                    | VHS （初回限定盤） | UMVK-9066/7  |
| ライブ作品 | 2004年1月28日  | ASKA CONCERT TOUR GOOD TIME                                                     | DVD （初回限定盤） | UMBK-9066/7        |              |
| ライブ作品 | 2004年1月28日  | ASKA CONCERT TOUR GOOD TIME                                                     | VHS（通常盤）      | UMVK-1075          |              |
| ライブ作品 | 2004年1月28日  | ASKA CONCERT TOUR GOOD TIME                                                     | DVD（通常盤）      | UMBK-1075          |              |
| ライブ作品 | 2012年4月25日  | ASKA CONCERT TOUR GOOD TIME                                                     | Blu-ray            | POXS-22008         |              |
| ライブ作品 | 2006年7月26日  | ASKA Concert Tour 05>>06 My Game is ASKA                                        |                    | DVD                | UMBK-1098/9  |
| ライブ作品 | 2012年4月25日  | ASKA Concert Tour 05>>06 My Game is ASKA                                        | Blu-ray            | POXS-22013         |              |
| ライブ作品 | 2009年2月25日  | ASKA SYMPHONIC CONCERT TOUR 2008 "SCENE"                                        |                    | DVD                | POBD-22003/4 |
| ライブ作品 | 2012年5月23日  | ASKA SYMPHONIC CONCERT TOUR 2008 "SCENE"                                        | Blu-ray            | POXS-22016         |              |
| ライブ作品 | 2009年11月25日 | ASKA CONCERT TOUR 2009 WALK                                                     |                    | DVD                | POBD-22007/8 |
| ライブ作品 | 2012年5月23日  | ASKA CONCERT TOUR 2009 WALK                                                     | Blu-ray            | POXS-22018         |              |
| ライブ作品 | 2010年3月24日  | ASKA THE MELODY YOU HEARD THAT NIGHT 昭和が見ていたクリスマス                   |                    | DVD                | POBD-22011   |
| ライブ作品 | 2012年5月23日  | ASKA THE MELODY YOU HEARD THAT NIGHT 昭和が見ていたクリスマス                   | Blu-ray            | POXS-22020         |              |
| ライブ作品 | 2011年6月1日   | ASKA CONCERT TOUR 10>>11 FACES                                                  |                    | DVD                | POBD-22028   |
| ライブ作品 | 2011年6月1日   | ASKA CONCERT TOUR 10>>11 FACES                                                  | Blu-ray            | POXS-22004         |              |
| ライブ作品 | 2012年10月17日 | ASKA CONCERT 2012 昭和が見ていたクリスマス!? Prelude to The Bookend             |                    | Blu-ray            | POXS-22021   |
| MV集       | 2017年10月11日 | Too many people Music Video + いろいろ                                          |                    | DVD                | DDLB-0002    |
| MV集       | 2017年10月11日 | Too many people Music Video + いろいろ                                          | Blu-ray            | DDLB-0003          |              |
| MV集       | 2018年7月25日  | Black&White Music Video                                                         |                    | DVD                | DDLB-0009    |
| MV集       | 2018年7月25日  | Black&White Music Video                                                         | Blu-ray            | DDLB-0010          |              |
| ライブ作品 | 2019年2月6日   | ASKA PREMIUM SYMPHONIC CONCERT 2018 -THE PRIDE-                                 |                    | DVD                | HBRJ-1001    |
| ライブ作品 | 2019年2月6日   | ASKA PREMIUM SYMPHONIC CONCERT 2018 -THE PRIDE-                                 | Blu-ray            | HBRJ-2001          |              |
| ライブ作品 | 2019年8月21日  | ASKA CONCERT TOUR 2019 Made in ASKA -40年のありったけ- in 日本武道館            |                    | DVD                | DDLB-0012    |
| ライブ作品 | 2019年8月21日  | ASKA CONCERT TOUR 2019 Made in ASKA -40年のありったけ- in 日本武道館            | Blu-ray            | DDLB-0013          |              |
| ライブ作品 | 2020年10月21日 | ASKA premium ensemble concert -higher ground- 2019>>2020                        |                    | Blu-ray+CD         | DDLB-0016    |
| ライブ作品 | 2021年4月23日  | ASKA CONCERT TOUR 12>>13 ROCKET                                                 | 2013年1月26日      | Blu-ray            | DDLB-0017    |
| ライブ作品 | 2022年10月5日  | ASKA premium concert tour -higher ground- アンコール公演2022                    | 2022年4月13日      | Blu-ray+CD         | DDLB-0020    |
| ライブ作品 | 2023年9月27日  | ASKA Premium Concert Tour Wonderful World 2023                                  | 2023年5月25日      | Blu-ray+CD         | DDLB-0023    |
| ライブ作品 | 2024年1月17日  | ASKA featuring DAVID FOSTER PREMIUM CONCERT 2023                                | 2023年3月16日      | Blu-ray            | DDLB-0024    |
| ライブ作品 | 2024年9月4日   | ASKA 10 DAYS SPECIAL グッバイ&サンキュー東京厚生年金会館 -ここにあなたの足跡を- | 2010年2月25日      | Blu-ray            | DDLB-0025    |
| ライブ作品 | 2025年8月27日  | ASKA CONCERT TOUR 2024≫2025 -Who is ASKA !?- 日本武道館2.15                     | 2025年2月15日      | Blu-ray            | DDLB-0026    |

### 書籍

#### 著書
- 『オンリー・ロンリー 飛鳥涼詩集』サンリオ出版、1984年11月15日。ISBN 4-387-91235-9。
- 『インタビュー』幻冬舎、1996年11月25日。ISBN 4-87728-136-3。
- 『700番 第二巻/第三巻』扶桑社、2017年2月17日。ISBN 978-4594076818。
- 『700番 第一巻』扶桑社、2017年3月19日。ISBN 978-4594076801。
- 『ASKA 書きおろし詩集』双葉社、2019年3月22日。ISBN 978-4575314434。

#### 関連書籍
- 石原信一『けれど空は青 〜飛鳥涼論』八曜社、1990年11月21日。ISBN 4-8270-0109-X。
- 石原信一『けれど空は青 〜飛鳥涼論』角川書店（角川文庫）、1993年4月10日。ISBN 4-04-186801-7。
- 『ぴあ&ASKA』ぴあ、2012年10月16日。ISBN 978-4-8356-2152-4。

#### 楽譜
- 『ピアノソロ ASKA「We are the Fellows」』ヤマハミュージックエンタテインメントホールディングス、2018年10月19日。ISBN 978-4-636-96449-3。
- 『ギター弾き語り ASKA「We are the Fellows」』ヤマハミュージックエンタテインメントホールディングス、2018年10月19日。ISBN 978-4-636-96412-7。

### ファンクラブ限定
- 『三人のASKA + 共謀者 ID』（書籍+VHS、1997年）
- 『共謀者 ID』（VHS、1997年）
- 『Reframing』（DVD/VHS、2003年）
- 「Be Free (Demo)」（CD、2014年）

## 参加作品
- Various Artists『愛の戦士ヘッドロココ 〜イメージアルバム』（1991年）

インストゥルメンタル楽曲「Only Lonely」を提供。
- USED TO BE A CHILD「僕らが生まれた あの日のように」（1993年）

チャリティーソング。楽曲は小田和正との共作。
- S.E.N.S.・澤近泰輔・矢賀部竜成『YAH YAH YAH 「振り返れば奴がいる」オリジナル・サウンドトラック』（1993年）

S.E.N.S.との共同プロデュース作品。楽曲も提供している。第8回日本コールドディスク大賞「アルバム賞」インストゥルメンタル部門受賞。
- Various Artists『JUDGE DREDD ORIGINAL SOUNDTRACK』（1995年）

ハリウッド映画『ジャッジ・ドレッド』日本盤サウンドトラックに「TIME」を提供。
- Various Artists『one voice THE SONGS OF CHAGE&ASKA』（1996年）

海外のアーティストがCHAGE&ASKAの楽曲をカバーしたアルバム（トリビュート・アルバム）。その中でマイケル・ハッチェンスがカバーした「Red Hill」にAskaがコーラスで参加している。また、日本盤ボーナス・トラックにリサ・スタンスフィールドと共作しデュエットした「Take Me Away」が収録されている。
- Richard Marx with Aska「Every Day Of Your Life」（1997年）

リチャード・マークスの楽曲にAskaがデュエットで参加している。
- Various Artists『60 CANDLES』（1997年）

加山雄三への還暦を祝して発売されたトリビュート・アルバム。「夜空を仰いで」のカバーで参加している。
- KAN『カンチガイもハナハダしい私の人生』（2010年）

「予定どおりに偶然に」楽曲をKANと共作。ボーカルでも参加。
- SawanoHiroyuki[nZk]『V』（2023年）

SawanoHiroyuki[nZk]:ASKAとして「地球という名の都」のボーカル・作詞を担当。

## コンサート・イベント

### 主な出演イベント
| 出演日                    | イベント名                                                                                                  | セットリスト | 備考 |
| ------------------------- | --- | --- | --- |
| 1997年11月15日            | 第6回上海インターナショナルラジオ ミュージックフェスティバル                                                | 「晴天を誉めるなら夕暮れを待て」「着地点」「月が近づけば少しはましだろう」 | |
| 1998年8月30日             | MTV Music Summit '98                                                                                        | 「No Way」「Tattoo」「着地点」「Now」「晴天を誉めるなら夕暮れを待て」「月が近づけば少しはましだろう」「Girl」 | |
| 2000年11月1日             | 松任谷由実 ワンナイトコンサート 『Brothers & Sisters』                                                      | 「春よ、来い」 | 会場：東京国際フォーラム BSデジタル開局記念 |
| 2002年6月22日             | 小田和正 K.ODA TOUR 2002『kirakira』                                                                        | 「YAH YAH YAH」 | |
| 2003年10月1日             | Smiles&Tears 〜SIMPLY〜                                                                                     | 「はじまりはいつも雨」「蘇州夜曲」 | |
| 2005年10月29日            | PRIME HITZ 802 SUNTORY 山崎 presents WHISKY SOUND GALLERY                                                   | 「抱き合いし恋人」「君が家に帰ったときに」「good time」「愛温計」「Girl」「こんなふうに」「心に花の咲く方へ」「草原にソファを置いて」「はじまりはいつも雨」 | |
| 2005年11月16日・17日      | ASKA Symphonic Concert 2005 featuring Takayuki Hattori                                                      | 「MY Mr.LONELY HEART」「DAYS OF DREAM」「心に花の咲く方へ」「good time」「背中で聞こえるユーモレスク」「愛温計」「Girl」「伝わりますか」「蘇州夜曲」「はじまりはいつも雨」「ID」「君が愛を語れ」「晴天を誉めるなら夕暮れを待て」「同じ時代を」「月が近づけば少しはましだろう」「星に願いを」「SAY YES」「野いちごがゆれるように」 | |
| 2006年7月16日             | ap bank fes '06                                                                                             | 「君が愛を語れ」「はじまりはいつも雨」「晴天を誉めるなら夕暮れを待て」「同じ時代を」 | |
| 2007年11月1日             | 服部良一 生誕100周年記念コンサート                                                                          | 「はじまりはいつも雨」「蘇州夜曲」 | |
| 2007年12月6日             | 洗足学園音楽大学 FUYUON! 2007 『夢きらめくオーケストラ演奏会』                                              | 「はじまりはいつも雨」「心に花の咲く方へ」「月が近づけば少しはましだろう」 | |
| 2008年7月19日             | ap bank fes '08                                                                                             | 「月が近づけば少しはましだろう」「PRIDE」「名もなき詩」「YAH YAH YAH」 | |
| 2009年3月29日             | Midtown Blossom ASKA Premium Live                                                                           | 「はじまりはいつも雨」「birth」「Girl」「good time」「帰宅」「心に花の咲く方へ」「夢はるか」「UNI-VERSE」「あなたが泣くことはない」「L&R」「伝わりますか」「抱き合いし恋人」 | 主催：東京ミッドタウン／TOKYO FM 会場：ビルボードライブ東京（東京ミッドタウン内） 150組300名の完全招待制                                                                                           |
| 2010年1月9日              | 浪切ニューイヤーポップス2010 服部隆之with大阪シンフォニカー交響楽団 〜ドラマヒット曲をオーケストラで！〜    | 「蘇州夜曲」「はじまりはいつも雨」「伝わりますか」「星に願いを」 | |
| 2010年4月10日・11日・17日 | KAN デビュー23周年記念ライブ 『ルックスだけでひっぱって』                                                   | 「予定どおりに偶然に (with ASKA)」「晴天を誉めるなら夕暮れを待て」「Moon」 | ライブDVD「芸能生活23周年記念逆特別 BAND LIVE TOUR 2010【ルックスだけでひっぱって】」収録 |
| 2010年4月25日             | 吉田秀彦引退興行 〜ASTRA〜                                                                                  | 国歌独唱 | |
| 2010年5月29日             | FM OSAKA 開局40周年記念プレミアム E∞Tracks Live @大阪城ホール feat. ビッグバンドナイト                      | 「街の灯り」「廃墟の鳩」「Smile」「僕はこの瞳で嘘をつく」「UNI-VERSE」 | 会場：大阪城ホール 出演：ASKA/KAN/大黒摩季/SAKURA 他 |
| 2010年8月7日              | 情熱大陸SPECIAL LIVE SUMMER TIME BONANZA '10                                                                | 「LOVE SONG」「201号」「はじまりはいつも雨」 | |
| 2010年10月2日             | 平安神宮 月夜の宴                                                                                           | 「はじまりはいつも雨」「C-46」「月が近づけば少しはましだろう」「めぐり逢い」 | 主催：FM802 |
| 2011年7月17日             | ap bank fes '11 Fund for Japan                                                                              | 「心に花の咲く方へ」「はじまりはいつも雨」「廃墟の鳩」「UNI-VERSE」「SAY YES」 | |
| 2011年8月27日             | 情熱大陸SPECIAL LIVE SUMMER TIME BONANZA '11                                                                | 「晴天を誉めるなら夕暮れを待て」「心に花の咲く方へ」「C-46」「UNI-VERSE」 | |
| 2014年4月29日             | 玉置浩二 GOLD TOUR 2014                                                                                     | 「SAY YES」ワンコーラス | 飛び入り出演 |
| 2016年10月9日             | 一木弘行&古川昌義 LIVE                                                                                      | 「FUKUOKA」「はじまりはいつも雨」 | 飛び入り出演 |
| 2017年3月19日             | 村上啓介 福岡LIVE                                                                                           | 「オンリー・ロンリー」「YAH YAH YAH」 | 飛び入り出演 |
| 2017年7月22日             | 村上啓介とその仲間たち                                                                                      | 「LOVE SONG」「いつかどこかで」 | シークレットゲスト |
| 2017年11月12日            | 三浦和人 Special Concert 2017 〜風の水彩画〜                                                                | 「万里の河」「未来の勲章」 | シークレットゲスト |
| 2017年12月8日             | 村上啓介 CD発売記念クリスマスライブ！                                                                       | 「no no darlin'」「ボージュナール」「いつかどこかで」 | シークレットゲスト |
| 2017年12月22日            | 田中昌之 "Knock On Your Heart" Before X'mas                                                                 | 「Fellows」「いつかどこかで」 | シークレットゲスト |
| 2019年1月5日              | 第10回 超級巨星紅白藝能大賞                                                                                 | 「はじまりはいつも雨」「SAY YES」「UNI-VERSE」 | 会場：台北アリーナ テレビ公開収録 |
| 2019年8月4日              | SHUUBI 20th Anniversary Premium Live                                                                        | 「you & me」 | 会場：ビルボードライブ東京 スペシャルゲスト ライブDVD「SHUUBI 20th Anniversary Premium Live at Billboard Live TOKYO」収録                                                                          |
| 2019年9月16日             | SOUND ALIVE presents 横浜合同演奏会                                                                         | 「はじまりはいつも雨」「SAY YES」「歌になりたい」「晴天を誉めるなら夕暮れを待て」「YAH YAH YAH」 | 会場：パシフィコ横浜 国立大ホール 出演：スターダスト☆レビュー/杉山清貴/KAN/ASKA(スペシャルゲスト)                                                                                                  |
| 2019年9月23日             | 札幌限定！ みんなのプレミアム熟成ライブ                                                                     | 「はじまりはいつも雨」「SAY YES」「歌になりたい」「晴天を誉めるなら夕暮れを待て」「YAH YAH YAH」 | 会場：札幌文化芸術劇場hitaru 出演：ASKA/大黒摩季/KAN/スターダスト☆レビュー |
| 2020年5月30日             | 明治神宮鎮座百年祭記念 久原本家 茅乃舎 presents 葉加瀬太郎 音楽祭 2020                                      | | |
| 2020年6月13日             | エフエム大阪 50th Anniversary LIVE OSAKA MUSIC-EXPO 2020                                                    | | |
| 2021年6月6日              | 明治神宮鎮座百年祭記念 久原本家 茅乃舎 presents 葉加瀬太郎 音楽祭 2021                                      | | |
| 2021年6月20日             | 澤近泰輔お誕生会 僕だって大航海〜Wow Wow Wow〜                                                              | 「FUKUOKA」 | 会場：まほろ座 MACHIDA シークレットゲスト |
| 2022年2月20日             | AUBADE SYMPHONIC WAVE 2022                                                                                  | 「SAY YES」「はじまりはいつも雨」「PRIDE」 | 会場：オーバード・ホール 出演：ASKA/八神純子/KAN/平原綾香/東儀秀樹/石崎ひゅーい/尾崎裕哉 |
| 2022年4月21日             | RENAISSANCE CLASSICS 「TOKYO SYMPHONIC WAVE 2022」 ゴールドリボン基金チャリティーコンサート                 | 「PRIDE」「君が愛を語れ」「歌になりたい」「SAY YES」 | 会場：東京文化会館大ホール 出演：ASKA/タケカワユキヒデ/八神純子/尾崎裕哉/幸田浩子 |
| 2022年6月5日              | 明治神宮鎮座百年祭記念 久原本家 茅乃舎 presents 葉加瀬太郎 音楽祭 2022                                      | 「パラダイス銀河」「百花繚乱」「はじまりはいつも雨」「笑って歩こうよ」「歌になりたい」「PRIDE」 | 会場：明治神宮 芝地 出演：葉加瀬太郎/ASKA/CHEMISTRY/佐藤竹善/東儀秀樹/徳永英明 /ナオト・インティライミ/Vaundy                                                                                      |
| 2022年8月26日             | Pacific Philharmonia Pops Tokyo 「A Symphonic Evening」 Vol.1 2022 ASKA The Eternal Hour                    | 「Breath of Bless」(演奏のみ)「ID」「百花繚乱」「帰宅」「MIDNIGHT 2 CALL」「鏡が映したふたりでも」「晴天を誉めるなら夕暮れを待て」 | 会場：東京オペラシティ コンサートホール 出演：藤原いくろう/ASKA サポート：澤近泰輔/是永巧一/小野かほり オーケストラ：Pacific Philharmonia Pops Tokyo                                               |
| 2022年9月18日             | SOUND ALIVE presents 横浜合同演奏会2022                                                                     | 「はじまりはいつも雨」「太陽と埃の中で」「帰宅」「晴天を誉めるなら夕暮れを待て」「YAH YAH YAH」 | 会場：パシフィコ横浜・国立大ホール 出演：ASKA/佐藤⽵善/スターダスト☆レビュー/森高千里 他 |
| 2022年10月9日             | 長岡 米百俵フェス 〜花火と食と音楽と〜 2022                                                                 | 「はじまりはいつも雨」「笑って歩こうよ」「百花繚乱」「歌になりたい」「PRIDE」「太陽と埃の中で」「YAH YAH YAH」「パラダイス銀河」 | 会場：東山ファミリーランド 出演：ASKA/石崎ひゅーい/竹原ピストル/ナオト・インティライミ/ひなた/松浦航大/松下洸平/wacci 他                                                                           |
| 2022年12月10日            | UHBライブ 2022 ～ユーの年忘れ音楽祭～                                                                       | 「帰宅」「はじまりはいつも雨」「太陽と埃の中で」「晴天を誉めるなら夕暮れを待て」「YAH YAH YAH」 | 会場：札幌文化芸術劇場 hitaru 出演：ASKA/スターダスト☆レビュー/森高千里/矢井田瞳 |
| 2023年1月7日              | 長江健次 cafe vol.10                                                                                        | 「はじまりはいつも雨」「太陽と埃の中で」 | 会場：東京町田まほろ座 出演：長江健次/ASKA/近藤敬三/長江健次BAND |
| 2023年2月23日             | AUBADE SYMPHONIC WAVE 2023                                                                                  | 「太陽と埃の中で」「PRIDE」 | 会場：オーバード・ホール 出演：ASKA/岩崎宏美/稲垣潤一/KAN/佐藤竹善/森高千里/川井郁子 |
| 2023年4月16日             | 3150FIGHT vol.5 〜東京を殴りにいこうか！〜                                                                  | 「PRIDE」「太陽と埃の中で」「YAH YAH YAH」 | 会場：国立代々木競技場 第二体育館 |
| 2023年6月20日             | 澤近泰輔65祭 The Chronicle                                                                                  | 「Love is alive」「はじまりはいつも雨」「PRIDE」 | 会場：町田市民ホール 出演：ASKA/八神純子/佐々木良良/宇海 |
| 2023年7月15日             | LuckyFes 2023                                                                                               | 「SAY YES」「太陽と埃の中で」「はじまりはいつも雨」「PRIDE」「YAH YAH YAH」 | 会場：国営ひたち海浜公園 |
| 2023年9月2日              | オーバード・ホール 中ホール開館記念 AUBADE ACOUSTIC WAVE                                                    | 「はじまりはいつも雨」「月が近づけば少しはましだろう」「僕のwonderful world」 | 会場：オーバード・ホール 中ホール 出演：ASKA/タケカワユキヒデ/宮沢和史/尾崎裕哉 |
| 2023年10月3日             | Jonathan Lee／ジョナサン・リー Those Songs Through The Years ワールドツアー 2023 李宗盛[有歌之年]巡廻演唱會 | 「男と女」 | 会場：日本武道館 出演：李宗盛 サプライズゲスト：ASKA/周華健 |
| 2024年5月26日             | 佐藤竹善 Presents Cross your fingers 24                                                                     | 「帰宅」「SAY YES」「はじまりはいつも雨」(佐藤竹善とデュエット)「星の夜」(共演者全員) | 会場：オリックス劇場 出演：佐藤竹善/大儀見元/塩谷哲/ジュスカ・グランペール、ゲスト：ASKA/大黒摩季/鈴木瑛美子/Myuk                                                                                  |
| 2024年6月2日              | 澤野弘之 LIVE [nZk]008                                                                                      | 「地球という名の都」「EVERCHiLD」「WALK」 | 会場：NHKホール ゲストボーカル：ASKA/Aimee Blackschleger/mpi/XAI/SennaRin/Benjamin/mizuki/Laco |
| 2024年6月22日・26日       | HITMAN DAVID FOSTER & FRIENDS ASKA, Katharine McPhee, Pia Toscano, Kaoru Miyazaki                           | 「The River」「Man and Woman」「PRIDE / Hard to Say I'm Sorry」「JOJO」「YAH YAH YAH」「GOT TO BE REAL」(共演者全員) | 会場：(22日)大宮ソニックシティ大ホール (26日)フェスティバルホール 出演：デイヴィッド・フォスター（ピアノ）/ Friends(ASKA/キャサリン・マクフィー/ピア・トスカーノ/宮崎薫) / Friends Band            |
| 2024年8月23日             | Pacific Philharmonia Pops Tokyo Symphonic Evening 2024 The Eternal Hour Vol.2                               | 「On Your Mark」(インスト)「ID」「笑って歩こうよ」「蘇州夜曲」「PLEASE」「未来の人よ」 | 会場：東京オペラシティ コンサートホール 出演：藤原いくろう ゲスト：ASKA(サポート：澤近泰輔) ピアノ: 榊原大 オーケストラ：Pacific Philharmonia Pops Tokyo                                           |
| 2024年10月12日            | 京都音楽博覧会2024 in 梅小路公園                                                                            | 「はじまりはいつも雨」「SAY YES」「笑って歩こうよ」「帰宅」「僕はこの瞳で嘘をつく」「太陽と埃の中で」「PRIDE」 | 会場：梅小路公園 |
| 2024年11月12日            | KANタービレ 〜今夜は帰さナイトフィーバー〜                                                                  | 「REGRETS」(ASKA・根本要)「Moon」 | 会場：ぴあアリーナMM 【HOSTS】スターダスト☆レビュー/馬場俊英/スキマスイッチ/秦基博 【ARTISTS】ASKA/K/桜井和寿/佐藤竹善/塩谷哲/杉山清貴/谷村有美/トータス松本/林幸治/藤井フミヤ/山崎まさよし/和田唱 |
| 2025年10月12日            | 京都音楽博覧会2025 in 梅小路公園                                                                            | | 会場：梅小路公園 |

## 楽曲提供
※アーティスト名・発売日・タイトル順とする。
| アーティスト       | タイトル                             | 作詞                   | 作曲                | 発売日     | 収録作品                                                                 | 備考 |
| ------------------ | ------------------------------------ | ---------------------- | ------------------- | ---------- | ------------------------------------------------------------------------ | --- |
| 明石家さんま       | TEKU TEKU                            | ASKA                   | ASKA                | 1986.08.20 | シングル『シングル・ベッド』                                             | CHAGE and ASKA アルバム『MIX BLOOD』にセルフカバー収録                                                                                        |
| アグネス・チャン   | LIFE                                 | ASKA                   | ASKA                | 1988.08.31 | シングル『LIFE』                                                         | |
| THE ALPHA          | 夢じかけロマンス                     | ASKA                   | 村上啓介            | 1985.11.21 | シングル『夢じかけロマンス』                                             | |
| 伊藤麻衣子         | 夏の封印                             | 売野雅勇               | ASKA                | 1984.05.21 | アルバム『CALENDAR』                                                     | |
| 岩崎宏美           | 止まった時計                         | ASKA                   | ASKA                | 2002.10.02 | シングル『止まった時計』                                                 | 薬師丸ひろ子のカバー |
| 大友裕子           | ボヘミアン                           | ASKA                   | 井上大輔            | 1982.09.21 | シングル『ボヘミアン』                                                   | CHAGE and ASKA アルバム『Standing Ovation』にセルフカバー収録                                                                                 |
| 大友裕子           | マルセル橋                           | ASKA                   | 井上大輔            | 1982.09.21 | シングル『ボヘミアン』                                                   | |
| 荻野目洋子         | 朝の街                               | ASKA                   | ASKA                | 1988.07.21 | シングル『DEAR～コバルトの彼方へ～』                                     | |
| 荻野目洋子         | DEAR〜コバルトの彼方へ〜             | 外間隆史               | ASKA                | 1988.07.21 | シングル『DEAR～コバルトの彼方へ～』                                     | 映画『マリリンに逢いたい』主題歌 |
| 織田裕二           | そんなもんだろう                     | ASKA                   | ASKA                | 2002.11.13 | シングル『そんなもんだろう』                                             | TBS系カネボウ木曜劇場『真夜中の雨』主題歌 CHAGE and ASKA アルバム『STAMP』にセルフカバー収録                                                  |
| 葛城ユキ           | ボヘミアン                           | ASKA                   | 井上大輔            | 1983.05.21 | シングル『ボヘミアン』                                                   | 大友裕子のカバー |
| 葛城ユキ           | みどりの薔薇                         | ASKA                   | 井上大輔            | 1984.03.05 | シングル『みどりの薔薇』                                                 | |
| 雅夢               | 壊れた夜                             | ASKA                   | 三浦雄也            | 1984.10.21 | シングル『壊れた夜』                                                     | |
| KAN                | 予定どおりに偶然に(with ASKA)        | ASKA/KAN               | ASKA/KAN            | 2010.03.10 | アルバム『カンチガイもハナハダしい私の人生』                             | |
| 工藤静香           | STEP                                 | 愛絵理                 | ASKA                | 1994.09.07 | アルバム『Expose』                                                       | |
| 工藤静香           | 夢                                   | 愛絵理                 | ASKA                | 1994.09.07 | アルバム『Expose』                                                       | |
| クリスタルキング   | Smile Again                          | 野元英俊               | 野元英俊/ ASKA      | 1985.06.21 | アルバム『MOON』                                                         | |
| クリスタルキング   | 落陽                                 | 東海林良               | ASKA                | 1987.07.25 | アルバム『1968・夏・東京』                                               | |
| 黒田有紀           | 風 吹いてる                          | ASKA                   | ASKA                | 1995.04.26 | シングル『風 吹いてる』                                                  | 日本テレビ系アニメ『ストリートファイターII V』オープニングテーマ                                                                              |
| 黒田有紀           | cry                                  | ASKA                   | ASKA                | 1995.04.26 | シングル『風 吹いてる』                                                  | 日本テレビ系アニメ『ストリートファイターII V』エンディングテーマ                                                                              |
| 財津和夫           | 愛していたい                         | 財津和夫               | ASKA                | 2009.10.28 | アルバム『ふたりが眺めた窓の向こう』                                     | |
| 酒井法子           | 1億のスマイル － Please Your Smile－ | 森浩美                 | ASKA                | 1988.05.18 | シングル『1億のスマイル-Please Your Smile-』                             | ライオン「Ban16」CMソング |
| 酒井法子           | 窓際の恋飛行 － 水曜5時限目－        | ASKA                   | ASKA                | 1988.05.18 | シングル『1億のスマイル-Please Your Smile-』                             | |
| 酒井法子           | ファイト！                           | ASKA                   | ASKA                | 1988.08.21 | アルバム『ラヴリー・タイムズ』                                           | |
| 酒井法子           | LISTEN TO ME                         | ASKA                   | ASKA                | 1988.08.21 | アルバム『ラヴリー・タイムズ』                                           | |
| 澤野弘之           | 地球という名の都                     | ASKA                   | 澤野弘之            | 2023.01.18 | アルバム『V』                                                            | |
| シブがき隊         | MIDNIGHT 2 CALL                      | ASKA                   | ASKA                | 1984.05.05 | アルバム『純情元年五月五日 ～LOVE from HONOLULU～』                      | ASKA シングル「MIDNIGHT 2 CALL」・アルバム『SCENE』・『君の知らない君の歌』にセルフカバー収録                                                 |
| 清水宏次朗         | Love Affair                          | ASKA                   | ASKA                | 1988.10.25 | シングル『LOVE AFFAIR』                                                  | フジテレビ系アニメ『F(エフ)』オープニングテーマ CHAGE and ASKA アルバム『ENERGY』にセルフカバー収録                                           |
| 清水宏次朗         | CRESCENT MYSTERY                     | 澤地隆                 | ASKA                | 1988.10.25 | シングル『LOVE AFFAIR』                                                  | ロート製薬「ロートZi:」CMソング |
| 下成佐登子         | いつわりの愛                         | ASKA                   | ASKA                | 1983.01.21 | シングル『いつわりの愛』                                                 | |
| ジャッキー・チェン | 背中からHELLO                        | ASKA                   | ASKA                | 1986.11.28 | アルバム『シャングリ・ラ』                                               | |
| ジュディ・オング   | たったひとつのTonight                | 松井五郎               | ASKA                | 1993.08.18 | シングル『たったひとつのTonight』                                        | クリナップ「システムキッチン、システムバス」CMソング                                                                                          |
| 少年隊             | ふたり                               | ASKA                   | ASKA                | 1988.03.23 | シングル『ふたり』                                                       | ASKA アルバム『SCENE』にセルフカバー収録 |
| 少年隊             | MY GIRL                              | ASKA                   | ASKA                | 1988.03.23 | シングル『ふたり』                                                       | |
| 鈴木雅之           | No credits                           | ASKA                   | ASKA                | 2001.10.24 | アルバム『Tokyo Junction』                                               | |
| 鈴木早智子         | 止まった時計                         | ASKA                   | ASKA                | 2003.12.10 | アルバム『零〜re-generation〜』                                          | 薬師丸ひろ子のカバー |
| S.E.N.S.           | 飛鳥                                 | -                      | ASKA/S.E.N.S.       | 1989.04.25 | アルバム『伽羅』                                                         | |
| S.E.N.S.           | 歩くたびに透きとおる風               | -                      | ASKA                | 1993.03.10 | アルバム『YAH YAH YAH～振り返れば奴がいる オリジナルサウンドトラック～』 | フジテレビ系ドラマ『振り返れば奴がいる』劇中曲                                                                                                |
| S.E.N.S.           | 大人たちの庭                         | -                      | ASKA/S.E.N.S.       | 1993.03.10 | アルバム『YAH YAH YAH～振り返れば奴がいる オリジナルサウンドトラック～』 | フジテレビ系ドラマ『振り返れば奴がいる』劇中曲                                                                                                |
| 髙橋真梨子         | 十六夜                               | ASKA                   | ASKA                | 1989.06.21 | シングル『十六夜』                                                       | 映画『シティーハンター 愛と宿命のマグナム』エンディングテーマ                                                                                 |
| 髙橋真梨子         | 都会の空                             | ASKA                   | ASKA                | 1989.09.21 | アルバム『PRETEND』                                                      | ASKA アルバム『SCENE II』にセルフカバー収録                                                                                                   |
| 田中昌之           | 夏のすき間                           | ASKA                   | ASKA                | 1986.12.21 | アルバム『CROSS ROAD』                                                   | |
| 田中昌之           | 泣かせた恋に                         | ASKA                   | ASKA                |            |                                                                          | |
| ちあきなおみ       | イマージュ                           | ASKA                   | ASKA                | 1988.03.01 | アルバム『伝わりますか』                                                 | |
| ちあきなおみ       | 伝わりますか                         | ASKA                   | ASKA                | 1988.03.01 | アルバム『伝わりますか』                                                 | ASKA アルバム『SCENE』・『12』にセルフカバー収録                                                                                              |
| テレサ・テン       | 今でも…                              | ASKA                   | ASKA                | 1985.03.01 | アルバム『愛人』                                                         | ASKA アルバム『SCENE』にセルフカバー収録 |
| テレサ・テン       | エレジー                             | ASKA                   | ASKA                | 1987.07.05 | アルバム『別れの予感』                                                   | |
| 時任三郎           | 白い絵の具とオーケストラ             | ASKA                   | ASKA                | 1991.04.25 | シングル『白い絵の具とオーケストラ』                                     | |
| 時任三郎           | 君が愛を語れ                         | ASKA                   | ASKA                | 1992.06.19 | シングル『君が愛を語れ』                                                 | ASKA アルバム『SCENE II』にセルフカバー収録                                                                                                   |
| 徳永英明           | 心のボール                           | ASKA                   | ASKA                | 1989.09.21 | シングル『Myself～風になりたい～ 』                                      | 福岡市市制施行100周年イメージソング CHAGE and ASKA アルバム『THE STORY of BALLAD』・『CHAGE&ASKA VERY BEST ROLL OVER 20TH』にセルフカバー収録 |
| とんねるず         | 君を万引きしたい                     | 秋元康                 | ASKA                | 1987.10.21 | アルバム『河口湖』                                                       | |
| 中江有里           | 花をください                         | ASKA                   | ASKA                | 1991.10.21 | シングル『花をください』                                                 | |
| 中村雅俊           | 風の住む町                           | ASKA                   | ASKA                | 1990.11.21 | シングル『風の住む町』                                                   | テレビ朝日系ドラマ『さすらい刑事編III』主題歌 ASKA アルバム『SCENE II』にセルフカバー収録                                                     |
| 中森明菜           | 予感                                 | ASKA                   | ASKA                | 1985.04.03 | アルバム『BITTER & SWEET』                                               | ASKA アルバム『SCENE』にセルフカバー収録 |
| 中森明菜           | ノクターン                           | ASKA                   | ASKA                | 1985.08.10 | アルバム『D404ME』                                                       | |
| 中森明菜           | 夢のふち                             | ASKA                   | 後藤次利            | 1988.03.03 | アルバム『Stock』                                                        | |
| 中山美穂           | 本気でも…                            | ASKA                   | ASKA                | 1990.01.15 | シングル『Midnight Taxi』                                                | |
| 中山美穂           | Midnight Taxi                        | ASKA                   | ASKA                | 1990.01.15 | シングル『Midnight Taxi』                                                | |
| 長山洋子           | ゴールドウィンド                     | ASKA                   | ASKA                | 1985.08.05 | シングル『ゴールド ウィンド』                                            | |
| 西司               | 恋の道先                             | ASKA/西司              | ASKA/西司/ 古川昌義 | 1999.12.18 | アルバム『RE-INTRO』                                                     | |
| 畠田理恵           | 人見知り                             | 麻生圭子               | ASKA                | 1987.09.22 | シングル『人見知り』                                                     | |
| 原真祐美           | So Long                              | ASKA                   | ASKA                | 1984.10.01 | アルバム『CONTRAST』                                                     | |
| ばんばひろふみ     | Vのシナリオ～吼えろライオンズ！      | CHAGE/ASKA /さだまさし | CHAGE/ASKA          | 1985.07.01 | シングル『Vのシナリオ～吼えろライオンズ！』                              | |
| ばんばひろふみ     | Vのシナリオ～吼えろライオンズ！VOL.2 | CHAGE/ASKA             | CHAGE/ASKA          | 1985.07.01 | シングル『Vのシナリオ～吼えろライオンズ！VOL.2』                         | |
| 光GENJI            | STAR LIGHT                           | ASKA                   | CHAGE/ASKA          | 1987.08.19 | シングル『STAR LIGHT』                                                   | 光GENJIのデビュー曲 オリコン1987年度年間シングルランキング4位                                                                                 |
| 光GENJI            | ガラスの十代                         | ASKA                   | ASKA                | 1987.11.26 | シングル『ガラスの十代』                                                 | オリコン1988年度年間シングルランキング2位 |
| 光GENJI            | Graduation                           | ASKA                   | CHAGE               | 1987.11.26 | シングル『ガラスの十代』                                                 | |
| 光GENJI            | THE WINDY                            | ASKA                   | ASKA                | 1988.01.01 | アルバム『光GENJI』                                                      | |
| 光GENJI            | Hurry Up                             | ASKA                   | ASKA                | 1988.01.01 | アルバム『光GENJI』                                                      | |
| 光GENJI            | RAINY GIRL                           | ASKA                   | ASKA                | 1988.01.01 | アルバム『光GENJI』                                                      | |
| 光GENJI            | パラダイス銀河                       | ASKA                   | ASKA                | 1988.03.09 | シングル『パラダイス銀河』                                               | オリコン1988年度年間シングルランキング1位。『第30回日本レコード大賞』受賞                                                                     |
| 光GENJI            | LONG RUN                             | ASKA                   | CHAGE               | 1988.03.09 | シングル『パラダイス銀河』                                               | |
| 光GENJI            | あ・き・す・と・ぜ・ね・こ           | ASKA                   | ASKA                | 1989.09.14 | アルバム『Hey! Say!』                                                    | |
| 光GENJI            | いつか きっと…                       | ASKA                   | ASKA                | 1989.09.14 | アルバム『Hey! Say!』                                                    | 映画『…これから物語 〜少年たちのブルース〜』・『ふ・し・ぎ・なBABY』主題歌                                                                    |
| 光GENJI            | 荒野のメガロポリス                   | ASKA                   | ASKA                | 1990.02.07 | シングル『荒野のメガロポリス』                                           | |
| 光GENJI            | PLEASE                               | ASKA                   | ASKA                | 1990.02.07 | シングル『荒野のメガロポリス』                                           | ASKA アルバム『SCENE II』・『BOOKEND』にセルフカバー収録                                                                                      |
| 光GENJI            | Little Birthday                      | ASKA                   | ASKA/佐藤準         | 1990.05.17 | シングル『Little Birthday』                                              | |
| 日野美歌           | 銀の舗道                             | ASKA                   | ASKA                | 1990.01.25 | シングル『恋』                                                           | |
| 日野美歌           | 恋                                   | ASKA                   | ASKA                | 1990.01.25 | シングル『恋』                                                           | ASKA アルバム『SCENE II』にセルフカバー収録                                                                                                   |
| 古川昌義           | ギターの船で                         | ASKA/古川昌義          | ASKA/西司/ 古川昌義 | 1999.12.18 | アルバム『FOREHEAD』                                                     | |
| 古川昌義           | 迷い                                 | ASKA/古川昌義          | 古川昌義            | 1999.12.18 | アルバム『FOREHEAD』                                                     | |
| VOICE FILL         | WORK OF ART                          | Lynne Hobday           | ASKA                | 1995.11.01 | アルバム『CHRISTMAS MAIL』                                               | |
| MULTI MAX          | I MISS YOU                           | CHAGE                  | ASKA                | 1989.11.29 | アルバム『HEAVAN』                                                       | |
| MULTI MAX          | LEAVE IT TO THE FUTURE               | ASKA                   | 村上啓介            | 1991.04.12 | アルバム『STILL』                                                        | |
| 南野陽子           | フィルムの向こう側                   | ASKA                   | ASKA                | 1989.11.29 | シングル『フィルムの向こう側』                                           | |
| 南野陽子           | MARIA                                | ASKA                   | ASKA                | 1990.06.23 | アルバム『Gather』                                                       | |
| 森川美穂           | おんなになあれ                       | ASKA                   | ASKA                | 1987.03.05 | シングル『おんなになあれ』                                               | ミノルタカメラ「AFテレ」CMソング |
| 森川美穂           | LONG GOOD-BYE LONG                   | ASKA                   | ASKA                | 1987.05.21 | アルバム『おんなになあれ』                                               | |
| 薬師丸ひろ子       | 雨にさらわれて                       | ASKA                   | ASKA                | 1990.03.28 | アルバム『Heart's Delivery』                                             | |
| 薬師丸ひろ子       | 止まった時計                         | ASKA                   | ASKA                | 1990.03.28 | アルバム『Heart's Delivery』                                             | ASKA アルバム『SCENE II』・『ASKA the BEST Selection 1988-1998』にセルフカバー収録                                                            |
| USED TO BE A CHILD | 僕らが生まれた あの日のように        | ASKA/小田和正          | ASKA/小田和正       | 1993.02.19 | シングル『僕らが生まれた あの日のように』                                | チャリティーソング |
| 芳本美代子         | サカナ跳ねた                         | ASKA                   | ASKA                | 1988.09.21 | シングル『サカナ跳ねた』                                                 | |
| 芳本美代子         | You…                                 | ASKA                   | ASKA                | 1989.01.21 | シングル『真冬のウサギ』                                                 | |
| 渡辺満里奈         | 星に気づいて                         | ASKA                   | ASKA                | 1987.12.09 | アルバム『CHRISTMAS TALES』                                              | |

## タイアップ楽曲
| 年              | 曲名                   | タイアップ先 |
| --------------- | ---------------------- | --- |
| 1987年          | MY Mr.LONELY HEART     | テレビ朝日系時代劇『新撰組』テーマ曲                                                                               |
| 1987年 - 1988年 | MY Mr.LONELY HEART     | テレビ朝日系『ワールドプロレスリング』エンディングテーマ                                                           |
| 1988年          | 夢はるか               | テレビ朝日系『ニュースステーション』街シリーズテーマソング                                                         |
| 1990年 - 1991年 | はじまりはいつも雨     | Panasonic「HALFコンポ」CMソング                                                                                    |
| 1991年          | はじまりはいつも雨     | 東宝系『おいしい結婚』主題歌                                                                                       |
| 1995年          | HELLO                  | テレビ朝日系『ニュースステーション』天気予報コーナーソング                                                         |
| 1995年          | TIME                   | ハリウッド・ピクチャーズ・東宝東和『ジャッジ・ドレッド』エンディングテーマ                                         |
| 1996年 - 1998年 | 36度線                 | テレビ朝日系『ニュースステーション』オープニングテーマ 「36度線 -1995夏-」の原曲。インストゥルメンタルで使用された |
| 1997年          | ID                     | フジテレビ系ドラマ『木曜の怪談ファイナル「タイムキーパーズ」』テーマソング                                         |
| 1997年          | ID                     | NEC 企業CMソング                                                                                                   |
| 1997年          | 風の引力               | JAL STORY '97 イメージソング                                                                                       |
| 1997年          | ONE                    | 日本テレビ系水曜ドラマ『ガラスの靴』主題歌                                                                         |
| 1997年          | 着地点                 | 日本テレビ系水曜ドラマ『ガラスの靴』エンディングテーマ                                                             |
| 1997年          | 君をのせて             | 日本テレビ系水曜ドラマ『ガラスの靴』最終回エンディングテーマ                                                       |
| 1997年          | こんなふうに           | フジテレビ系『めざましテレビ週末号』テーマソング                                                                   |
| 1998年          | Girl                   | NEC 企業CMソング                                                                                                   |
| 2000年          | good time              | 日本テレビ系『知ってるつもり?!』エンディングテーマ                                                                 |
| 2000年          | good time              | NEC 企業CMソング                                                                                                   |
| 2004年          | 心に花の咲く方へ       | テレビ東京開局40周年記念 ベルーナ新春ワイド時代劇『竜馬がゆく』主題歌                                              |
| 2005年          | 愛温計                 | フジテレビフラワーセンターCMソング                                                                                 |
| 2006年          | birth                  | フジテレビフラワーセンターCMソング                                                                                 |
| 2008年          | タイトルなし           | TOYOTA「プリウス」アジア圏CMソング（日本は除く） 「水ゆるく流れ」の原曲。インストゥルメンタルで使用された          |
| 2008年 - 2009年 | UNI-VERSE              | テレビ東京系『ワールドビジネスサテライト』エンディングテーマ                                                       |
| 2009年          | あなたが泣くことはない | ビターズ・エンド『ニセ札』主題歌                                                                                   |
| 2011年          | C-46                   | 関西テレビ・フジテレビ系ドラマ『黄昏流星群 〜C-46星雲〜』原作・主題歌                                              |
| 2023年          | I feel so good         | 映画『本を綴る』主題歌                                                                                             |

## 出演

### テレビドラマ
| 放送年        | 番組名                           | 役                      | 放送局     |
| ------------- | -------------------------------- | ----------------------- | ---------- |
| 1984年11月7日 | 西武スペシャル 友よ              | 灰谷五郎                | 日本テレビ |
| 1987年10月8日 | TV時代劇スペシャル 新選組 第二部 | 伊藤俊輔 （伊藤博文）役 | テレビ朝日 |

### テレビ出演
主な出演のみ記載
| 放送年         | 番組名                                                                          | 放送局        | 備考                                       |
| -------------- | ------------------------------------------------------------------------------- | ------------- | ------------------------------------------ |
| 2018年12月29日 | ASKA PREMIUM SYMPHONIC CONCERT 2018 -THE PRIDE- presented by billboard classics | フジテレビTWO | 特別番組                                   |
| 2019年5月31日  | ASKA CONCERT TOUR 2019 Made in ASKA -40年のありったけ- in 日本武道館            | フジテレビTWO | 特別番組                                   |
| 2020年9月30日  | テレ東音楽祭2020秋                                                              | テレビ東京    | 「はじまりはいつも雨」「歌になりたい」披露 |
| 2020年11月8日  | ASKA 75分スペシャル                                                             | テレビ東京    | 特別番組                                   |
| 2022年9月11日  | FNSラフ&ミュージック2022〜歌と笑いの祭典〜                                      | フジテレビ    | 「太陽と埃の中で」披露                     |
| 2022年12月14日 | 2022 FNS歌謡祭                                                                  | フジテレビ    | 「SAY YES」「歌になりたい」披露            |
| 2022年12月25日 | ASKA Premium Symphonic Concert 2022 -TOKYO-                                     | フジテレビTWO | 特別番組                                   |
| 2023年1月15日  | ASKA SPECIAL～音楽の盟友たち～                                                  | テレビ東京    | 特別番組                                   |
| 2023年1月28日  | ミュージックフェア                                                              | フジテレビ    | 「地球という名の都」澤野弘之と共演         |
| 2023年12月13日 | 2023 FNS歌謡祭                                                                  | フジテレビ    | 「PRIDE」「地球という名の都」披露          |
| 2024年1月21日  | ASKA SPECIAL 運命の時空間～デイヴィッド・フォスター共演～                       | テレビ東京    | 特別番組                                   |
| 2024年3月30日  | 歌う ～ずっと好きだった曲～                                                     | BSフジ        | 「Moon」                                   |
| 2025年4月28日  | tiny desk concerts JAPAN                                                        | NHK           | Season2 初回                               |
| 2025年5月4日   | 7 S.T.A.R.S. ～7つの答え～ 佐藤アツヒロが繋ぐ光GENJIの現在 #5                   | WOWOW         | ドキュメンタリー番組                       |
| 2025年5月25日  | ASKA CONCERT TOUR 2024≫2025 -Who is ASKA !?-日本武道館2.14                      | 日テレプラス  | 特別番組                                   |
| 2025年6月29日  | ASKA SPECIAL ～僕たちは自由でいなきゃ～                                         | テレビ東京    | 特別番組                                   |
| 2025年7月9日   | テレ東音楽祭2025夏                                                              | テレビ東京    |                                            |

### ラジオ出演
主な出演のみ記載
| 放送年         | 番組名                       | 放送局   | 備考                                              |
| -------------- | ---------------------------- | -------- | ------------------------------------------------- |
| 2018年12月23日 | Special Program Made in ASKA | DateFM   | 特別番組                                          |
| 2021年2月～    | ASKA Terminal Melody         | TOKYO FM | ASKAの音楽にフォーカスするラジオ番組に月1回出演中 |

### CM
| 放送年               | 企業名   | 備考                                     |
| -------------------- | -------- | ---------------------------------------- |
| 1997年 1998年 2000年 | 日本電気 | 1999年はCHAGE&ASKAとして出演             |
| 2005年 2006年        | ディノス | フジテレビフラワーセンターのCMとして出演 |